# Eisenbahnunfall von Saltillo
Bei dem Eisenbahnunfall von Saltillo entgleiste am 5. Oktober 1972 ein Zug an der Moreno-Brücke (Puente Moreno) bei Saltillo, Coahuila, Mexiko, wegen überhöhter Geschwindigkeit in einer Kurve. Mindestens 230 Menschen starben.

## Ausgangslage
Der Sonderzug wurde für Pilger auf dem Rückweg von Real de Catorce nach Saltillo eingesetzt. Er bestand aus zwei Lokomotiven, und 16 alten Personenwagen von einem Gesamtgewicht von mehr als 570 Tonnen. Die Wagen mit der Beschriftung „Ferrocarriles Nacionales de México“ waren als „in schlechtem Zustand“ eingestuft, hatten weder funktionierende Druckluft- noch Handbremsen, sie sollen sogar schon zur Verschrottung ausgesondert gewesen sein. Jeder Wagen war für 80 Reisende zugelassen. Mit dem Zug fuhren aber etwa 2.000 Pilger von Real de Catorce zurück, wo sie das Fest des heiligen Franziskus besucht hatten. Der Zug war damit weit überbesetzt.
Die Unfallstelle liegt 7 km und südlich vor Saltillo in einem Gefälle, das hinter dem Bahnhof Carneros beginnt und bis zu 37,5 ‰ beträgt. Kurz bevor die Strecke die Moreno-Brücke erreicht, weist sie eine Kurve auf.

## Unfallhergang
Die Bremsleistung der Lokomotive konnte in dem Gefälle von 37,5 ‰ den Zug alleine nicht halten. Er geriet außer Kontrolle, fuhr gegen 23:25 Uhr mit der für die örtlichen Verhältnisse völlig überhöhten Geschwindigkeit von 120 km/h in die Kurve. Die Lokomotiven und 16 Wagen entgleisten entlang der Tangente des Kurvenbogens, verkeilten sich und lagen zum Teil auch aufeinander. Der Trümmerhaufen begann sofort zu brennen.

## Folgen
Mindestens 230 Menschen starben, viele verbrannten. Mehr als 1000 wurden darüber hinaus verletzt.
Die mexikanische Bundesregierung versuchte, die Ermittlungen zu manipulieren und unterstellte zunächst, dass Triebfahrzeugführer und Beimann betrunken gewesen seien. Dies aber war durch die Untersuchung der Blutalkoholkonzentration widerlegt. Gleichwohl wurden sie verhaftet und kamen erst neun Jahre später wieder frei. Aufgrund dieser undurchsichtigen Ermittlungen kursieren unterschiedliche Versionen über den Hergang des Eisenbahnunfalls, zum beteiligten Zug und hinsichtlich der Opferzahlen und Gerüchte, etwa, dass die Regierung Leichen hätte „schwarz“ beseitigen lassen, um die Opferzahlen nach unten zu retuschieren.